# Amborellales
Amborellales is een botanische naam, voor een orde van bedektzadigen: de naam is gevormd uit de familienaam Amborellaceae. Een orde onder deze naam wordt vrij zelden erkend door systemen voor plantentaxonomie. Het APG II-systeem (2003) noemt de mogelijkheid een dergelijke orde te erkennen. De Angiosperm Phylogeny Website [2 dec 2006] gaat ook daadwerkelijk over tot erkenning, daarin gevolgd door APG III (2009).
De orde bestaat dan uit één familie:
- orde Amborellales
  - familie Amborellaceae

In de indeling volgens het APG IV-systeem ziet het er als volgt uit:
| - 'angiosperms', bedektzadigen, Angiospermae - Amborellales ← (ANA-groep) - - Nymphaeales ← (ANA-groep) - - Austrobaileyales ← (ANA-groep) - 'mesangiosperms' - 'magnoliids', magnoliiden, Magnoliopsida - Chloranthales - - 'monocots', Monocotyledoneae, eenzaadlobbigen - Dicotyledonae, tweezaadlobbigen - Ceratophyllales - 'eudicots', Asteropsida, 'nieuwe' tweezaadlobbigen |